# Sven Ivar Lind
Sven Ivar Lind (Tidaholm, 23 marzo 1902 – Danderyd, 3 aprile 1980) è stato un architetto svedese.

## Biografia

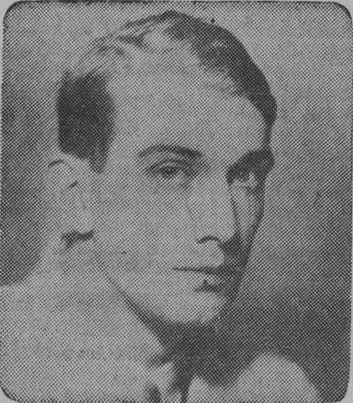
Sven Ivar Lind nel 1937

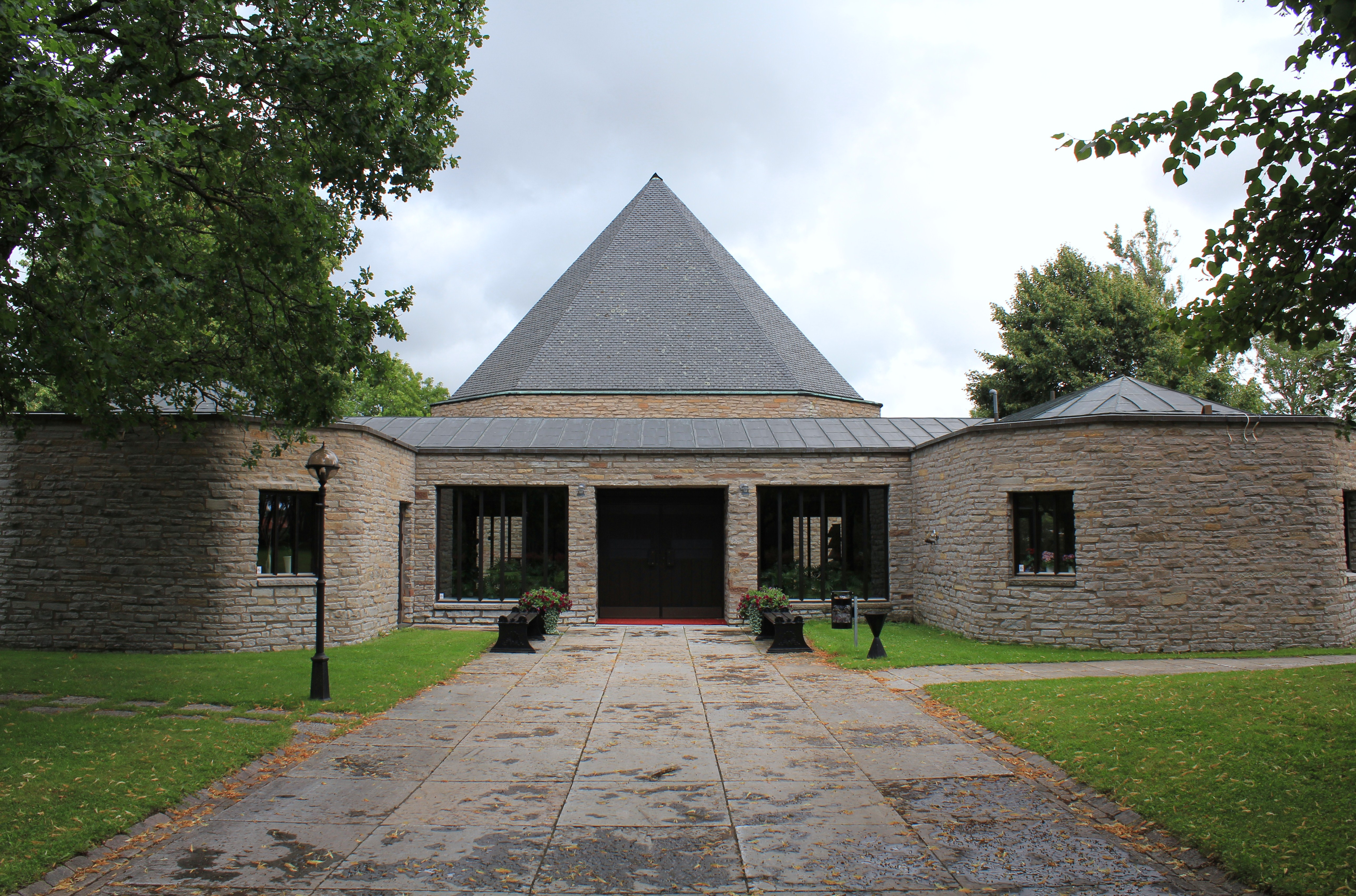
Cappella di Santa Birgitta, a Skövde

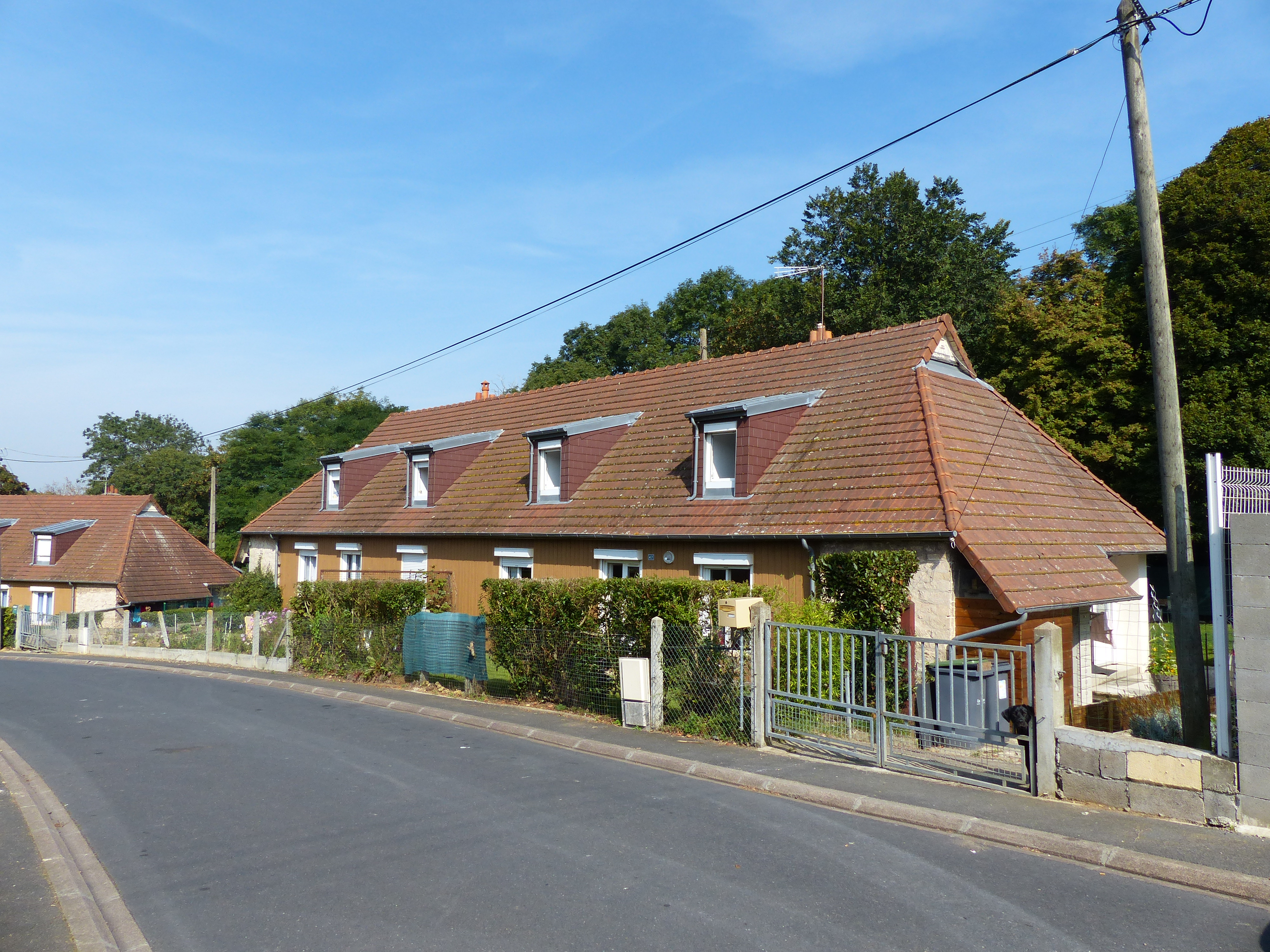
Case costruite in Normandia, nel 1945

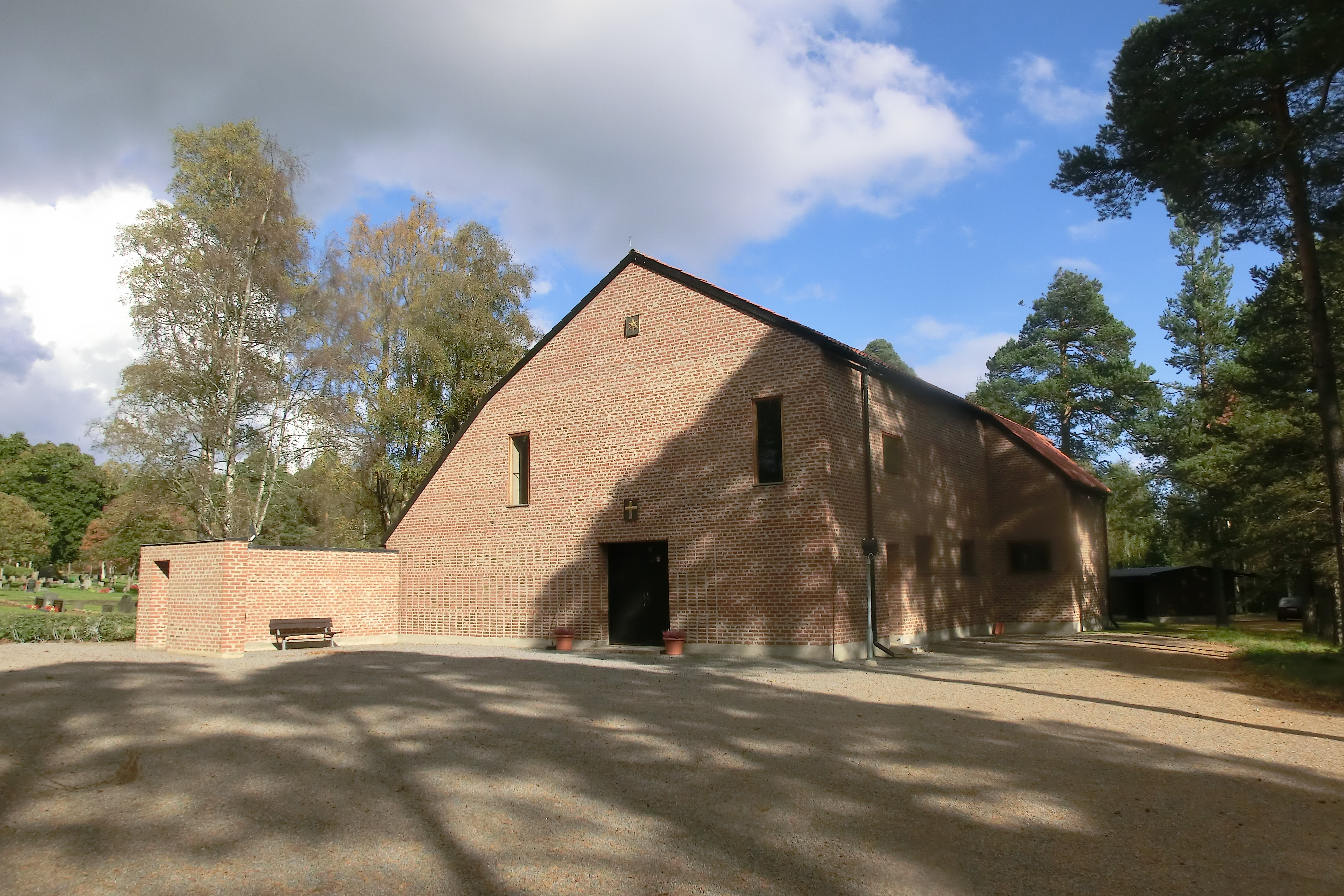
Cappella di Santa Maria, Hudiksvall

Durante i suoi studi universitari presso l'Istituto reale di tecnologia Lind dimostrò il suo talento da architetto promettente, e si fece apprezzare dai suoi professori, quali Erik Lallerstedt, anche se evidenziò alcune caratteristiche originali e peculiari.
I suoi primi disegni, ispirati dallo stile neoclassico, furono seguiti con interesse dai suoi compagni di studi.
Partecipò ad un concorso di architettura pubblica per il piano urbano a Lidingö, arrivando al secondo posto, dopo Sven Markelius, e realizzò tre ville in un design classico.
Dopo la laurea iniziò l'apprendistato all'Ufficio urbanistico di Stoccolma e nell'ufficio di architettura di Gunnar Asplund, dove collaborò per il progetto del grande edificio della biblioteca pubblica di Stoccolma e per il concorso per la cappella del cimitero di Kviberg, a Göteborg. In quest'ultimo progetto approfondì lo studio de "la forma dell'espressione del funerale". Ha continuato a collaborare con Asplund e, dopo la sua morte, ha completato alcuni dei suoi progetti incompiuti, come la cappella di Santa Birgitta a Skövde.
La sua prima fase creativa si caratterizzò per l'eclettismo, indirizzato a ricerche formali, ispirato da numerose influenze, come ben dimostrò il ristorante di Kalmar (1939).
Lavorò per due anni insieme ad Asplund prima di diventare professore all'Istituto reale di tecnologia, per oltre dieci anni, dal 1941 al 1943, oltre che al Kungliga Konsthögskolan di Stoccolma dal 1948.
Lind lavorò molto in Francia: nel 1932 a Parigi completò il palazzo della banca a Place Vendôme, nel 1937 progettò il padiglione svedese all'Esposizione mondiale di Parigi, che attirò molta attenzione evidenziando uno stile funzionale; nel 1945 partecipò alla ricostruzione in Normandia con duecento case.
Nel secondo dopoguerra seguì la corrente definita 'Nuovo Empirismo', tipica in quasi tutte le esperienze svedesi. Questa corrente, in opposizione al rigido e astratto razionalismo formale, presenta uno stile vicino alle esigenze del cliente.
Un bell'esempio del 'Nuovo Empirismo' e della sua versatilità stilistica fu la sua villa di Kevinge, presso Danderyd, contraddistinta da pareti esterne rosa, dal tetto con ardesia grigio grafite; così come il restauro del castello di Stoccolma nel 1958-1959, e un'altra villa a Kevinge (1949).

## Opere principali
- Cour Vendôme, 7 Place Vendôme, Parigi 1928-1930, 1932-1933, per Kreuger & Toll progetti;
- N. V. Hollandsche Koopmansbank, Keizersgracht 674, Amsterdam, nuova costruzione, 1928-1930, per Kreuger & Toll progetti;
- Tre ville, Lidingö dopo il 2º premio nella competizione Bygningen och Bo-utställningen, 1925;
- 20 piccole ville, ristrutturazioni, case estive, ecc., 1926;
- La mostra Standard 34 nella Liljevalch Art Hall, Stoccolma, 1934;
- Nuovo piano per Norrmalm, Stoccolma, 1936, insieme a Wolter Gahn;
- Cottage estivo su Lilla Askerön, sulla costa occidentale del Bengt Rase 1936;
- Råsundastadion, 1937 con Birger Borgström;
- Padiglione svedese all'Esposizione di Parigi, Expo 37, 1937;
- Abitazione e studio dello scultore Robert Nilsson e sua moglie Barbro, Lerberget, Contea della Scania, 1939;
- Ristorante Byttan a Kalmar City Park, 1939;
- La catena del Rettore per l'Istituto reale di tecnologia, realizzata dallo studio Borgila, 1939;
- Casa in affitto a Gästgivaren, Kalmar, 1940-1950;
- Hantverkshuset, Kalmar, 1940;
- Mariebergs kollektivhus, Stoccolma, 1944;
- Villa privata, Kevinge, Danderyd, 1945-1946;
- 200 piccole case, ricostruzione svedese Normandia, 1945-1949;
- Varie missioni minori per ambasciate e legazioni in Francia, Paesi Bassi e Svezia, 1946;
- Costruzione di centrali elettriche: Hero, Skallbøle, Pengfors, Harrsele e Bjurfors, 1950-1962;
- Edifici residenziali, sociali e industriali per Dynäs AB a Väja, Svanö AB, 1949-1963;
- Valdemarsudde, Stoccolma, galleria d'arte sull'attico, 1953;
- Cappella funeraria a Flen, 1953-1958;
- Hotel Blue Virgin, Oskarshamn, 1956;
- Archivi della città di Stoccolma, dopo Asplund, 1959;
- Sjöfartshuset, Skeppsbron 10, Stoccolma, restauro, 1961;
- Ufficio nel gruppo Skandia, Uppsala, 1965;
- Crematorio di Kviberg, Göteborg, dopo Asplund, 1949-1958;
- Crematorio di Skövde, dopo Asplund, 1947-1962;
- Chiesa funeraria, Bjuråker, 1959;
- Crematorio in Nässjö, 1962;
- Cappella a Bergsjö, 1963;
- Crematorio di Södertälje, 1963;
- Crematorio di Nyköping, 1966;
- Chiesa funeraria a Iggesund, 1969;
- Cappella ebraica, luogo di sepoltura meridionale di Stoccolma, 1969;
- La missione della Svezia a Parigi, varie opere. Progetto di un nuovo edificio dell'ambasciata, non completato, 1956-1969;
- The Parliament House a Stoccolma, ha studiato la conversione in Enkammarriksdag, 1959-1968;
- Skattkammaren, Castello di Stoccolma 1970;
- Livrustkammaren al Castello di Stoccolma, rimodellamento e design interni, 1968-1976;
- Chiesa di San Giovanni, 1975;
- Castello di Drottningholm, lavori interni in varie epoche, 1965-1980;
- Campanile, cimitero di Sant'Olof, Enköping, 1980-1981 (postumo).